# Dacampiaceae
Dacampiaceae é uma família de fungos da ordem Pleosporales da classe Dothideomycetes. Outras classificações incluem a família na ordem Dothideales.

## Descrição e diversidade
|              | Pleomassariaceae             |
|              |                              |
|              | Naetrocymbaceae              |
|              |                              |
| Dacampiaceae | \| \| Eopyrenula \| \| \| \| |
|              | \| \| Eopyrenula \| \| \| \| |
|              | Arthopyreniaceae             |
|              |                              |
|              | Aigialaceae                  |
|              |                              |
|              | Amniculicolaceae             |
|              |                              |
|              | Corynesporascaceae           |
|              |                              |
|              | Cucurbitariaceae             |
|              |                              |
|              | Delitschiaceae               |
|              |                              |
|              | Diademaceae                  |
|              |                              |
|              | Didymosphaeriaceae           |
|              |                              |
|              | Dothidotthiaceae             |
|              |                              |
|              | Fenestellaceae               |
|              |                              |
|              | Leptosphaeriaceae            |
|              |                              |
|              | Lindgomycetaceae             |
|              |                              |
|              | Lophiostomataceae            |
|              |                              |
|              | Massarinaceae                |
|              |                              |
|              | Melanommataceae              |
|              |                              |
|              | Montagnulaceae               |
|              |                              |
|              | Morosphaeriaceae             |
|              |                              |
|              | Eopyrenula                   |
|              |                              |

|  | Eopyrenula |
|  |            |